# Crossostoma
Crossostoma är ett släkte i familjen grönlingsfiskar (Balitoridae). Släktet omfattar åtta arter som uteslutande förekommer i Kina, med undantag av Crossostoma lacustre, som lever endemiskt i Taiwan.

## Lista över arter
- Crossostoma chenyiyui Zheng, 1991
- Crossostoma davidi Sauvage, 1878
- Crossostoma fascicauda Nichols, 1926
- Crossostoma fasciolatus Wang, Fan & Chen, 2006
- Crossostoma lacustre Steindachner, 1908
- Crossostoma paucisquama Zheng, 1981
- Crossostoma stigmata Nichols, 1926
- Crossostoma tinkhami Herre, 1934